# Dagmar Lurz
Dagmar Lurz, verh. Prott (* 18. Januar 1959 in Dortmund, Nordrhein-Westfalen) ist eine ehemalige deutsche Eiskunstläuferin, die im Einzellauf startete.
Lurz trainierte bei Erich Zeller in Oberstdorf, trat jedoch bei Wettkämpfen für ihren Heimatverein ERC Westfalen Dortmund an. 1975 bestritt sie ihre ersten Welt- und Europameisterschaften. 1977 errang sie ihren ersten von vier aufeinanderfolgenden deutschen Meistertiteln und hatte ihren internationalen Durchbruch, indem sie in Helsinki Vize-Europameisterin hinter Anett Pötzsch aus der DDR wurde und die Bronzemedaille bei den Weltmeisterschaften in Tokio 1977 hinter der US-Amerikanerin Linda Fratianne und Pötzsch gewann. Bei den Europameisterschaften 1978 in Straßburg und 1979 in Zagreb wurde Lurz erneut Vize-Europameisterin hinter Pötzsch und belegte sowohl bei den Weltmeisterschaften 1978 in Ottawa, wie auch bei den Weltmeisterschaften 1979 in Wien den vierten Platz. 1980 wurde ihr erfolgreichstes Jahr. Nachdem sie zum vierten Mal in Folge deutsche Meisterin geworden war und in Göteborg zum vierten Mal in Folge Vize-Europameisterin hinter Anett Pötzsch, gelang es ihr im heimischen Dortmund auch Vize-Weltmeisterin hinter Pötzsch und noch vor Fratianne zu werden. Bei den Olympischen Spielen in Lake Placid gewann sie die Bronzemedaille hinter ihren beiden Hauptkonkurrentinnen.
Im April 1979 erklärte sich James Last bereit, eine Kürmusik für Lurz zu komponieren, die Kosten übernahm der Unternehmer Günter Mast.
Lurz war eine exzellente Pflichtläuferin, zu ihrer Zeit die zweitbeste hinter Anett Pötzsch. Doch sie konnte auch zwei verschiedene dreifache Sprünge, Salchow und Rittberger, zeigen, die sie konkurrenzfähig machten. Dennoch vermochte sie in Kurzprogramm und Kür nicht ganz vorne mitzulaufen.
Dagmar Lurz-Prott studierte Medizin an der Universität zu Köln und ist dem Eiskunstlauf als Preisrichterin und Technical Controller treu geblieben.

## Ergebnisse
| Wettbewerb / Jahr        | 1972 | 1973 | 1974 | 1975 | 1976 | 1977 | 1978 | 1979 | 1980 |
| ------------------------ | ---- | ---- | ---- | ---- | ---- | ---- | ---- | ---- | ---- |
| Olympische Winterspiele  |      |      |      |      | 10.  |      |      |      | 3.   |
| Weltmeisterschaften      |      |      |      | 17.  | 9.   | 3.   | 4.   | 4.   | 2.   |
| Europameisterschaften    |      |      |      | 8.   | 6.   | 2.   | 2.   | 2.   | 2.   |
| Deutsche Meisterschaften | 5.   | 3.   |      | 3.   | 3.   | 1.   | 1.   | 1.   | 1.   |